# Cmentarz Janowski we Lwowie
Cmentarz Janowski  (ukr. Янівське кладовище) – cmentarz we Lwowie, na Kleparowie, założony w 1888 funkcjonujący do chwili obecnej; zajmuje około 45 ha powierzchni, jednak jest uboższy i mniej okazały od Cmentarza Łyczakowskiego.
W okresie II Rzeczypospolitej na Cmentarzu Janowskim wybudowano istniejące do dziś kwatery ofiar walk polsko-ukraińskich o Lwów z lat 1918–1920, zarówno żołnierzy polskich jak i żołnierzy Ukraińskiej Armii Halickiej.
Na Cmentarzu Janowskim mieszczą się także groby jeńców wojennych z okresu I wojny światowej.
Do cmentarza przylegał cmentarz żydowski z nowoczesną ogromną halą pogrzebową z 1912. Cmentarz ten, jak i hala pogrzebowa zostały zniszczone przez Niemców podczas II wojny światowej i w czasie powojennych rządów sowieckich. Po 1962 cmentarz był dostępny dla nie-Żydów. Jest tu pochowany historyk Holokaustu Jakub Honigsman.

## Pochowani na Cmentarzu Janowskim
- św. Józef Bilczewski – polski arcybiskup lwowski obrządku łacińskiego
- Mikołaj (Juryk) – ukraiński biskup prawosławny, w latach 1971-1983 metropolita lwowski i tarnopolski
- Władysław Kozak − robotnik, którego śmierć w 1936 była przyczyną krwawych zamieszek.
- Myron Tarnawskyj – generał Ukraińskiej Armii Halickiej (UHA), naczelny dowódca UHA
- Konstanty Wolny – działacz narodowy i społeczny na rzecz polskości Górnego Śląska, współpracownik Wojciecha Korfantego, długoletni marszałek Sejmu Śląskiego. W 2012 szczątki Konstantego Wolnego z inicjatywy jego rodziny zostały ekshumowane i pochowane na cmentarzu przy ul. Francuskiej w Katowicach,
- Kost Łewycki – ukraiński adwokat, parlamentarzysta, premier Zachodnioukraińskiej Republiki Ludowej
- Kazimierz Nałęcz-Rychłowski – polski dziennikarz, tłumacz, poeta. Obecnie grób nie istnieje, zniszczony w okresie sowieckim.
- Serafin Kaszuba – polski zakonnik kapucyn (franciszkanie), Sługa Boży.
- Zygmunt Hałuniewicz – polski duchowny rzymskokatolicki, kanclerz kurii archidiecezji lwowskiej, wiezień sowieckich łagrów.
- Maria Tereszczakówna – polska działaczka społeczna, zasłużona w ratowaniu szczątków polskich bohaterów w trakcie zrównania z ziemią Cmentarza Obrońców Lwowa przez Armię Radziecką w latach 70. XX wieku